# Saint-Aubin-sous-Erquery
Pour les articles homonymes, voir Saint-Aubin.
Saint-Aubin-sous-Erquery est une commune française située dans le département de l'Oise, en région Hauts-de-France. Ses habitants sont appelés les Saint-Aubinois et les Saint-Aubinoises.

## Géographie

### Localisation

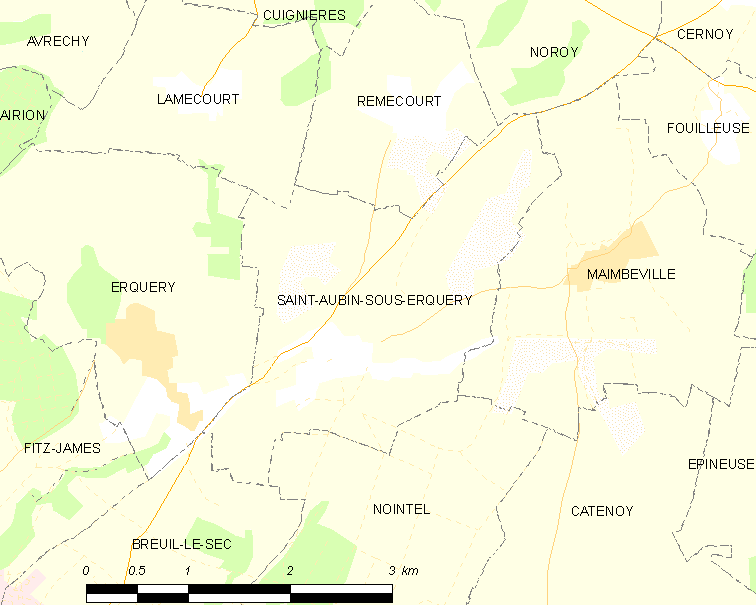
Communes limitrophes

Le village de Saint-Aubin-sous-Erquery est situé à 62 km au nord de Paris, 29 km à l'est de Beauvais, 27 km à l'ouest de Compiègne et 66 km au sud d'Amiens.
| Lamécourt     | Rémécourt                | Noroy       |
| Erquery       | Saint-Aubin-sous-Erquery | Maimbeville |
| Breuil-le-Sec | Nointel                  |             |

### Topographie et géologie

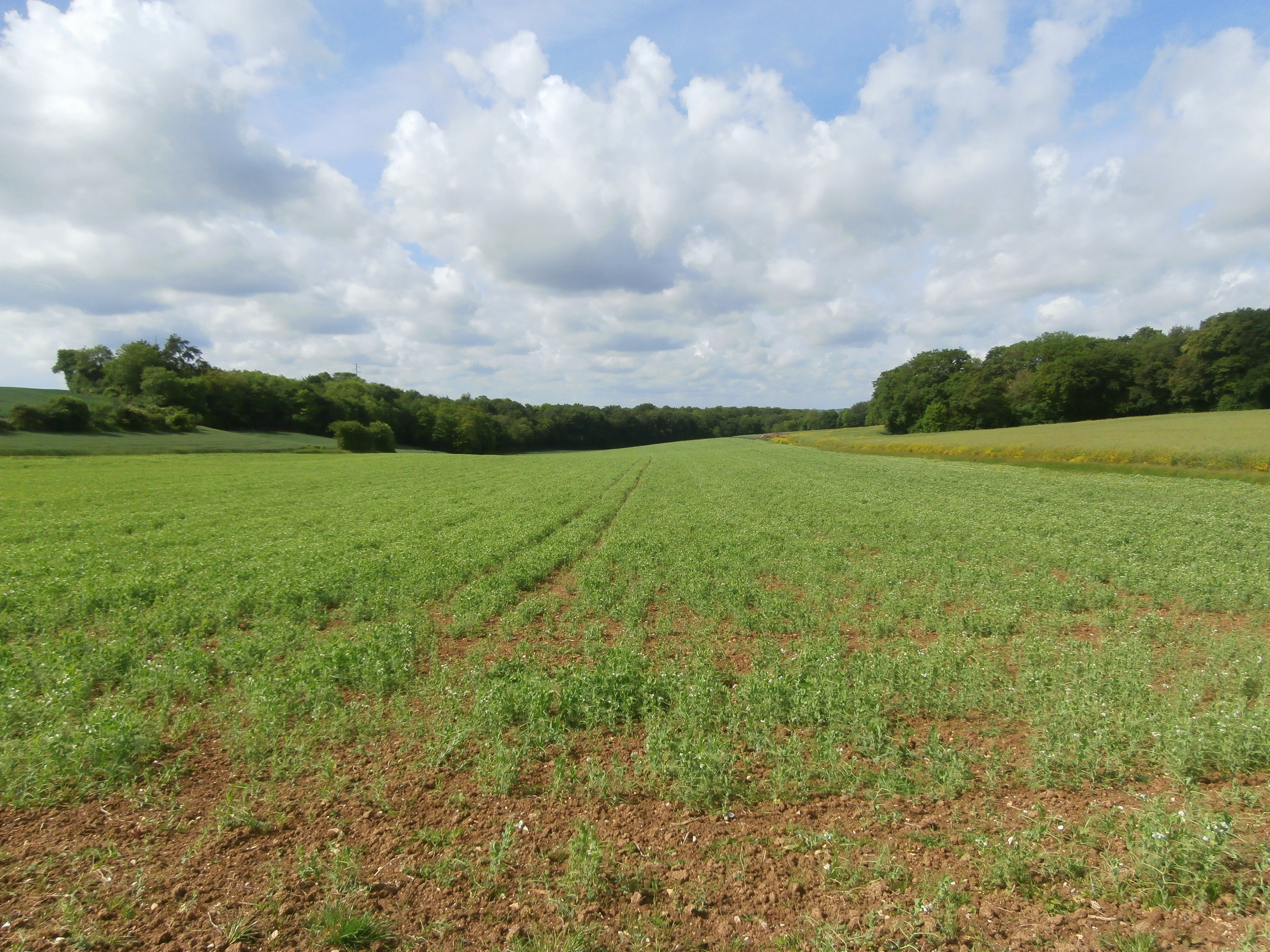
Vue aval de la fosse du Bailly, à la limite nord de la commune.

La commune s'étend entre 65 et 149 mètres au-dessus du niveau de la mer. Le village (mairie) se trouve à 70 mètres d'altitude. Le point le plus bas de la commune se trouve à quelques mètres de la source de la Béronnelle (limite avec la commune d'Erquery) et le point culminant se situe au nord-ouest du territoire, proche de Lamécourt. L'église Saint-Aubin se situe à la même altitude que la mairie, la ferme du Plessier (à l'est), se trouve à 100 mètres. Le cimetière et le carrefour entre la rue de Gournay et Plisson se trouvent à 74 mètres au-dessus du niveau de la mer. La commune, irrégulière dans son périmètre, a un territoire coupé de vallons et de coteaux (vallée tortue, à l'est), dépourvue d'eau, exposé au sud. Le chef-lieu est situé dans un fond à peu près au centre. La craie noduleuse apparaît dans le vallon de Saint-Aubin-sous-Erquery.
Il n'y a pas de craie jaune sur le territoire, mais toute la masse crayeuse est mêlée par nœuds plus durs ayant l'aspect du silex corné, répandus irrégulièrement dans la roche dont ils augmentent la pesanteur, et qu'ils rendent plus difficile à tailler. On remarque des dépôts d'argile fine entre Maimbeville et le chef-lieu. La commune se trouve en zone de sismicité 1, c'est-à-dire très faiblement exposée aux risques de tremblement de terre.

### Hydrographie
La commune est située dans le bassin Seine-Normandie. Elle n'est drainée par aucun cours d'eau,.
Le seul élément d'eau présent est une mare nommée « Fossé de Lannoy » subsistant dans le village à proximité de l'église Saint-Aubin. Un réservoir se situe au nord de la ferme du Plessier, au nord-est de la commune. Les fonds et vallons secs prouvent toutefois l'ancienne existence de ruisseaux dans la commune. Les zones les moins élevées du territoire, dans le fond des différents vallons sont situées au-dessus de plusieurs nappes phréatiques sous-affleurantes.

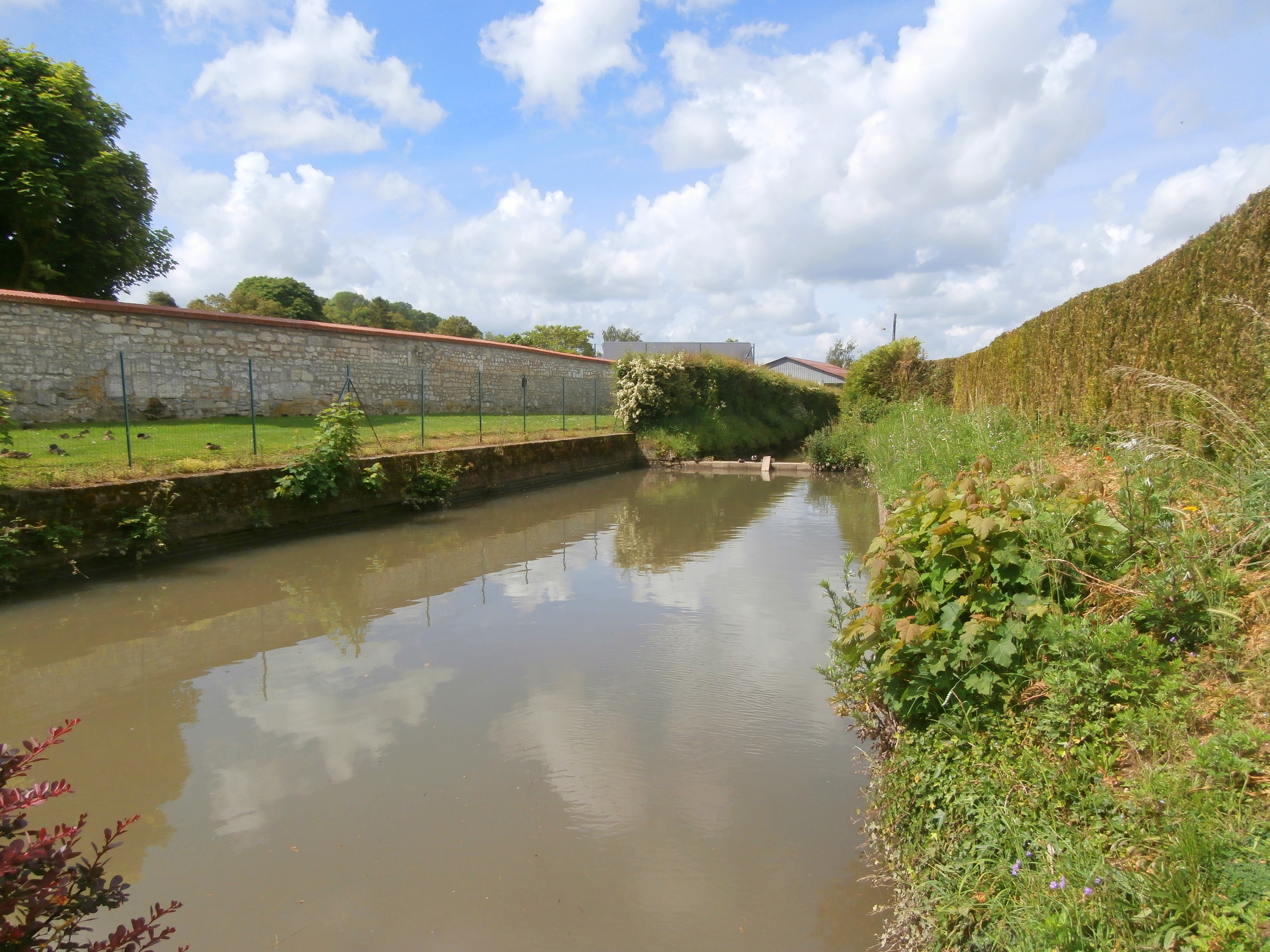
Mare dite « Fossé de Lannoy ».
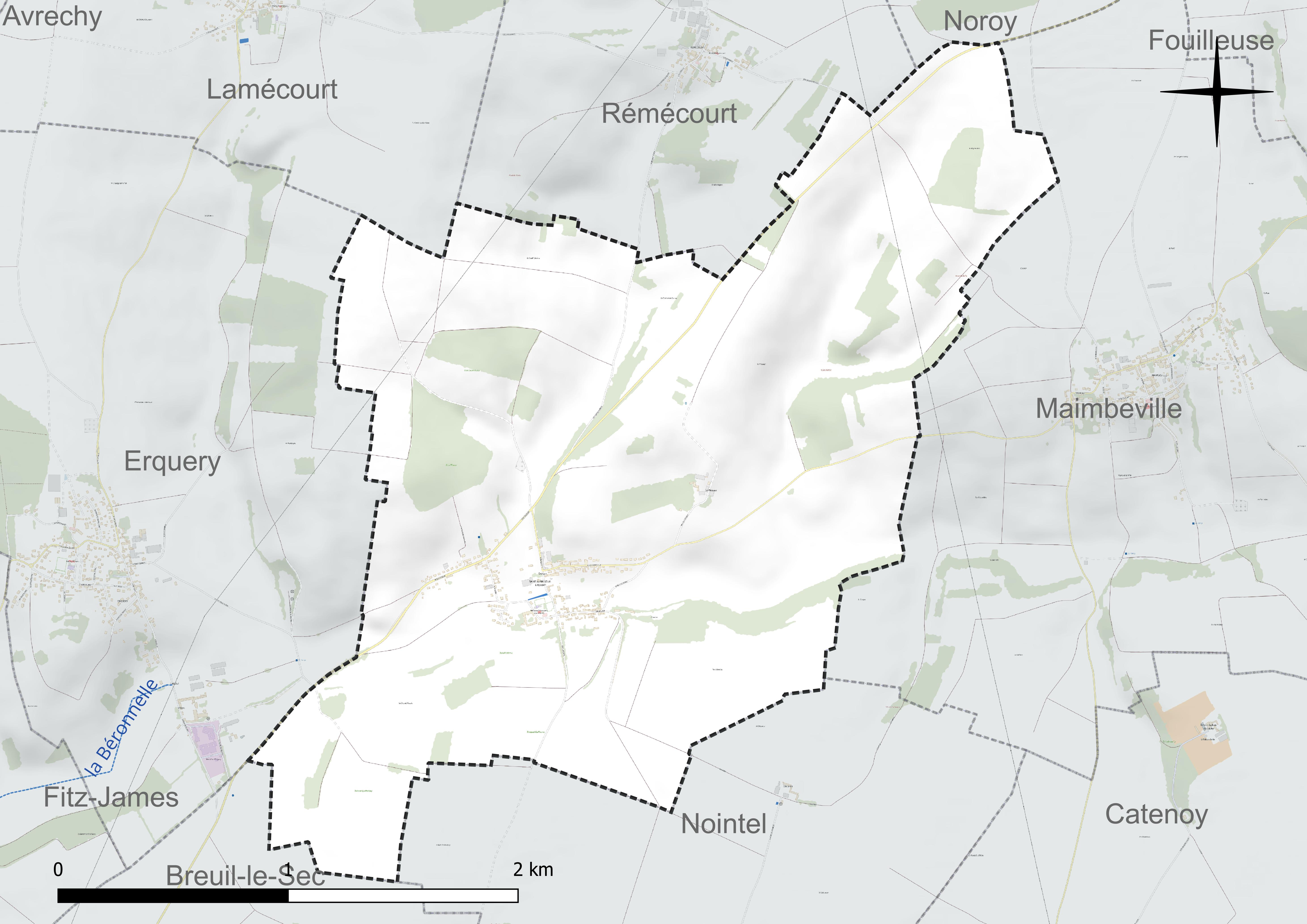
Réseau hydrographique de Saint-Aubin-sous-Erquery.

### Climat
Pour des articles plus généraux, voir Climat des Hauts-de-France et Climat de l'Oise.
En 2010, le climat de la commune est de type climat océanique dégradé des plaines du Centre et du Nord, selon une étude du CNRS s'appuyant sur une série de données couvrant la période 1971-2000. En 2020, Météo-France publie une typologie des climats de la France métropolitaine dans laquelle la commune est exposée à un climat océanique et est dans la région climatique  Nord-est du bassin Parisien, caractérisée par un ensoleillement médiocre, une pluviométrie moyenne régulièrement répartie au cours de l'année et un hiver froid (3 °C). 
Pour la période 1971-2000, la température annuelle moyenne est de 10,7 °C, avec une amplitude thermique annuelle de 14,6 °C. Le cumul annuel moyen de précipitations est de 669 mm, avec 10,9 jours de précipitations en janvier et 8,1 jours en juillet. Pour la période 1991-2020, la température moyenne annuelle observée sur la station météorologique la plus proche, située sur la commune de Creil à 17 km à vol d'oiseau, est de 11,2 °C et le cumul annuel moyen de précipitations est de 662,2 mm,. Pour l'avenir, les paramètres climatiques de la commune estimés pour 2050 selon différents scénarios d'émission de gaz à effet de serre sont consultables sur un site dédié publié par Météo-France en novembre 2022.

### Milieux naturels
Hormis les espaces bâtis, qui représentent 3 % du territoire sur 19 hectares, la commune se compose de zones cultivées à 79,5 % sur 515 hectares. 13,4 % d'espaces boisés couvrent le territoire sur 86 hectares parmi lesquels les bois Plisson et Saint-Aubin au nord-est du village, les bois Madame et de Quéhaigny au sud-est, ainsi qu'aux lieux-dits « les Grandes-Fosses » (au sud-ouest), « le Courtil-Jérôme » et « le Chemin de Cernoy » (au nord) mais aussi entre le village et la ferme du Plessier. Les vergers et prairies rassemblent 25 hectares et les délaissés urbains et ruraux 1,67 hectare.

## Urbanisme

### Typologie
Au 1er janvier 2024, Saint-Aubin-sous-Erquery est catégorisée commune rurale à habitat dispersé, selon la nouvelle grille communale de densité à sept niveaux définie par l'Insee en 2022.
Elle est située hors unité urbaine. Par ailleurs la commune fait partie de l'aire d'attraction de Paris, dont elle est une commune de la couronne,. 

### Occupation des sols
L'occupation des sols de la commune, telle qu'elle ressort de la base de données européenne d'occupation biophysique des sols Corine Land Cover (CLC), est marquée par l'importance des territoires agricoles (100 % en 2018), une proportion identique à celle de 1990 (100 %). La répartition détaillée en 2018 est la suivante : 
terres arables (79,4 %), zones agricoles hétérogènes (15,6 %), prairies (5 %). L'évolution de l'occupation des sols de la commune et de ses infrastructures peut être observée sur les différentes représentations cartographiques du territoire : la carte de Cassini (XVIIIe siècle), la carte d'état-major (1820-1866) et les cartes ou photos aériennes de l'IGN pour la période actuelle (1950 à aujourd'hui).

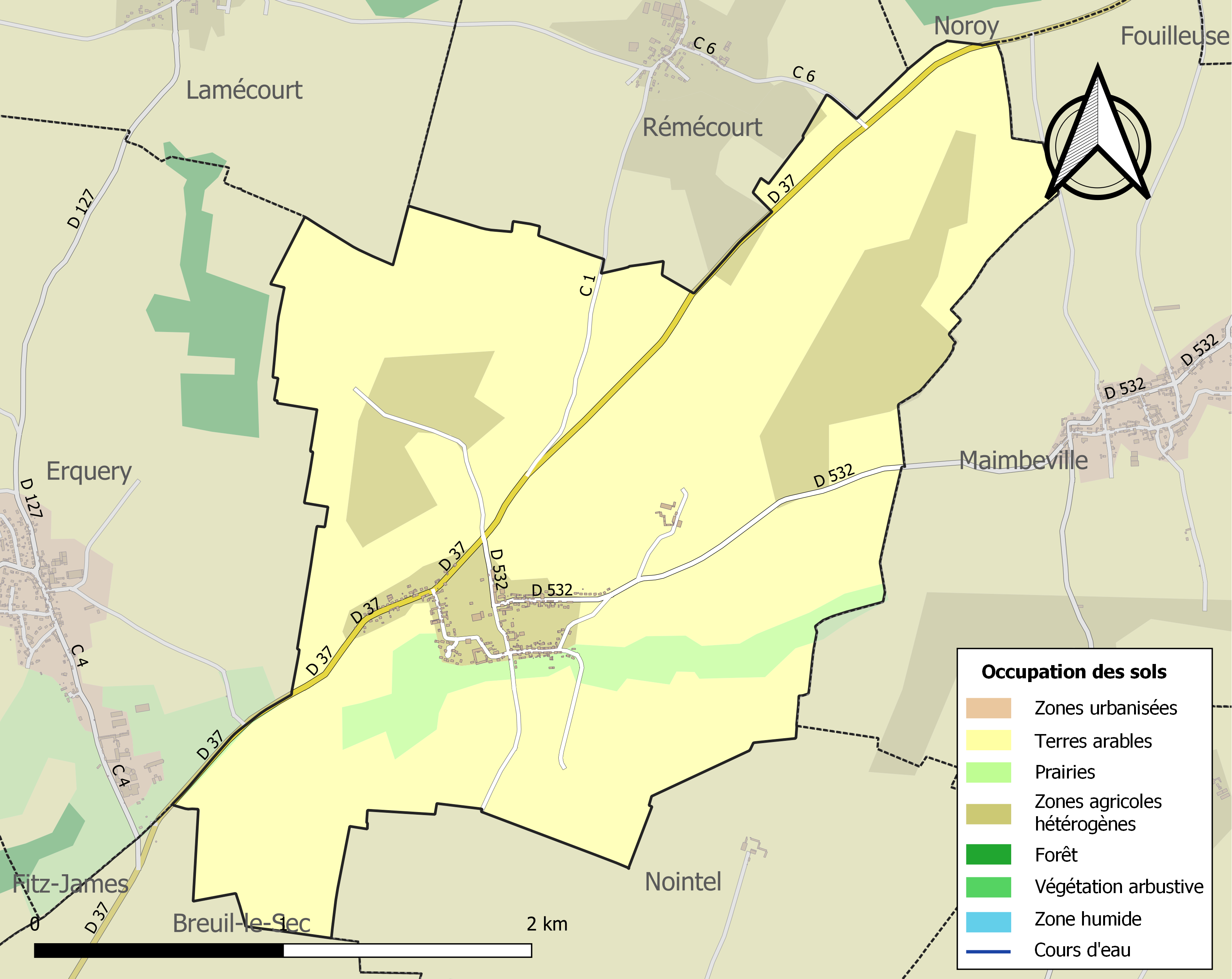
Carte des infrastructures et de l'occupation des sols de la commune en 2018 (CLC).

### Hameaux et lieux-dits
L'habitat est réparti en trois sites:
- Saint-Aubin, chef-lieu bâti autour de l'église et abritant les institutions communales ;
- Granges, hameau aujourd'hui rattaché au chef-lieu, sur la route de Maimbeville (D 532) ;
- le Plessier, occupé par une ferme.

### Morphologie urbaine
En 1890, les 70 maisons du village, situées dans un fond, sont groupées en trois agglomérations, l'une sur la route de Clermont à Gournay-sur-Aronde, les deux autres autour de l'église.

### Voies de communications et transports

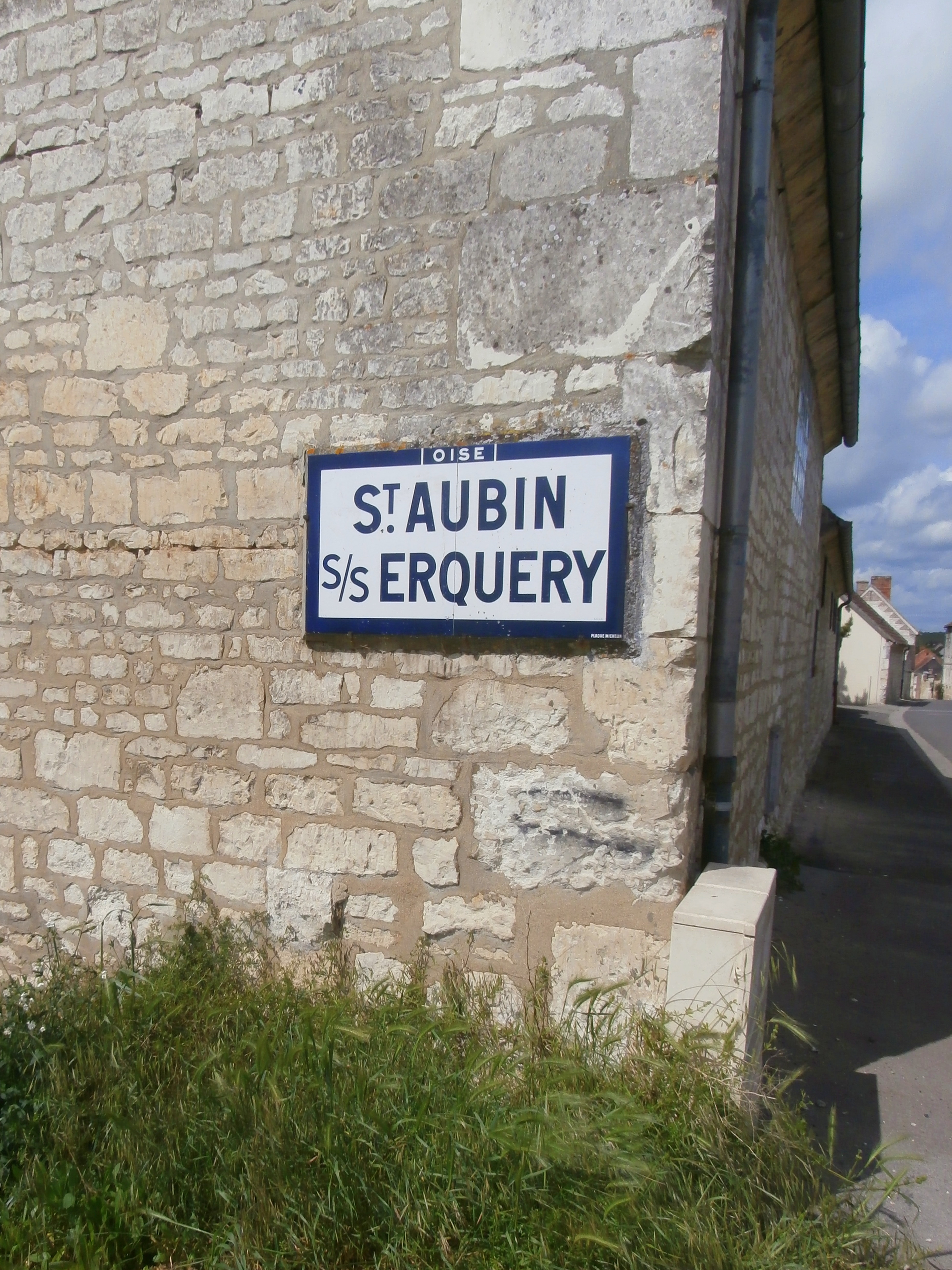
Plaque Michelin, rue de Maimbeville (D 532).

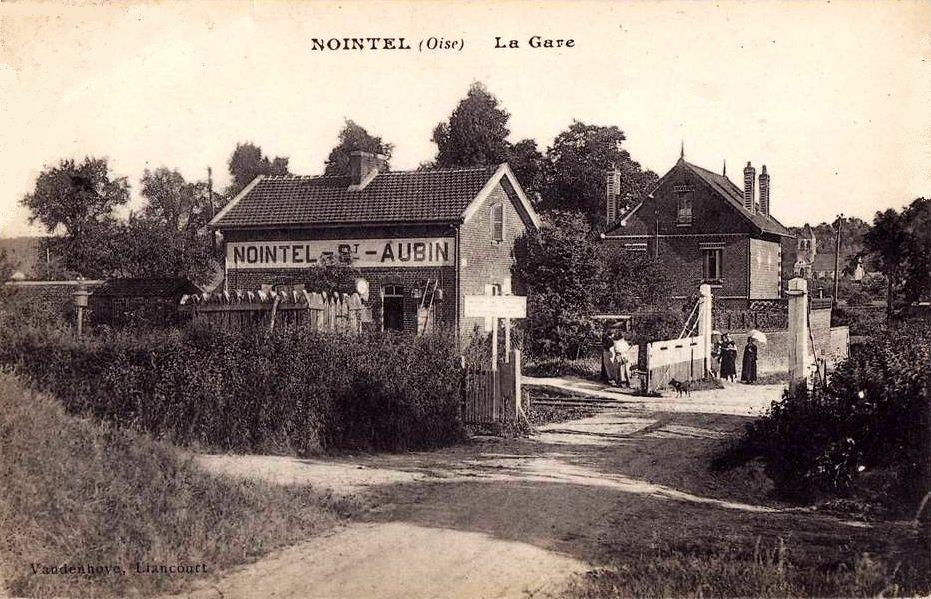
L'ancienne gare de Nointel - Saint-Aubin, située dans la commune limitrophe de Nointel.

La commune est desservie par deux routes départementales, la D 37 et la D 532 : la route départementale D 37, reliant Breuil-le-Sec à Gournay-sur-Aronde traverse la commune dans une transversale nord-est - sud-ouest. Axe principal du territoire, elle permet de facilite l'accès à Clermont, d'où l'on peut rejoindre des voies plus importantes. L'itinéraire passe dans le village par la rue de Gournay. La route départementale D 532, reliant Saint-Aubin-sous-Erquery à Fouilleuse par Maimbeville, se dirige vers ce dernier village situé à l'est de la commune. Son tracé débute depuis une intersection à la D 37 (rue de Gournay), puis passe par les rues de Nointel et de Maimbeville. On peut également citer en se dirigeant vers Clermont par la D 37, une route communale qui se dirige vers Erquery. Partant de l'entrée nord du village depuis la D 37, une seconde route communale rejoint Rémécourt.
De 1870 à 1939, la gare la plus proche se trouvait sur la commune voisine de Nointel, appelée « gare de Nointel - Saint-Aubin », située sur la ligne de Rochy-Condé à Soissons, reliant Beauvais à Soissons par Clermont-de-l'Oise et Compiègne.
Aujourd'hui, la gare la plus proche se situe à Clermont à 6 km au sud-ouest de la commune, sur la ligne Paris-Nord - Lille. 
La commune est desservie, en 2023, par les lignes 6341 et 6343 du réseau interurbain de l'Oise. Une navette de regroupement pédagogique intercommunal (ligne 6833) relie l'école primaire communale aux communes de Rémécourt, Erquery et Lamécourt.
L'aéroport de Beauvais-Tillé se situe à 27,6 km à l'ouest et l'aéroport de Paris-Charles-de-Gaulle se trouve à 45 km au sud. Il n'existe aucune liaison entre la commune et ces aéroports par des transports en commun.
Le circuit de randonnée no 10 du GEP Centre Oise, « De Bois en Bosquets » débute à l'église paroissiale Saint-Aubin. Il emprunte ensuite la Grande Rue, passe proche d'un calvaire du village puis rejoint un chemin sur la droite. Il accède alors à la rue de la Cavée. À la limite communale avec Nointel, celui-ci se dirige vers l'ouest au lieu-dit « Bosquet Guillaume ». Il traverse ensuite la D 37 puis se dirige vers le territoire communal d'Erquery. Il rejoint la commune en longeant le bois Plisson par l'ouest puis retourne dans le village par le chemin du clos Gaignage, la rue de Gournay et la rue Plisson,. Une courte portion du circuit no 8 appelé « circuit des neuf fonds » traverse une partie du territoire.

## Toponymie
Le village s'est appelé : « Saint-Aubin », « Sainct-Aulbin-en-Beauvoisiz », « Saint-Aubin-près-Clermont » (Sanctus Albinus) puis « Saint-Aubin-sous-Erquery ».
 
Saint-Aubin est un hagiotoponyme, la localité a pris le nom du patron de son église, saint Aubin, évêque d'Angers, mort en 550. 
Le hameau de Plessier était autrefois appelé « Le Plessis-sur-Saint-Aubin », « Le Plessier-Saint-Aubin » ou « lès-Saint-Aubin » ou encore « Plessieum juxta Sanctum Albinum ».

## Histoire

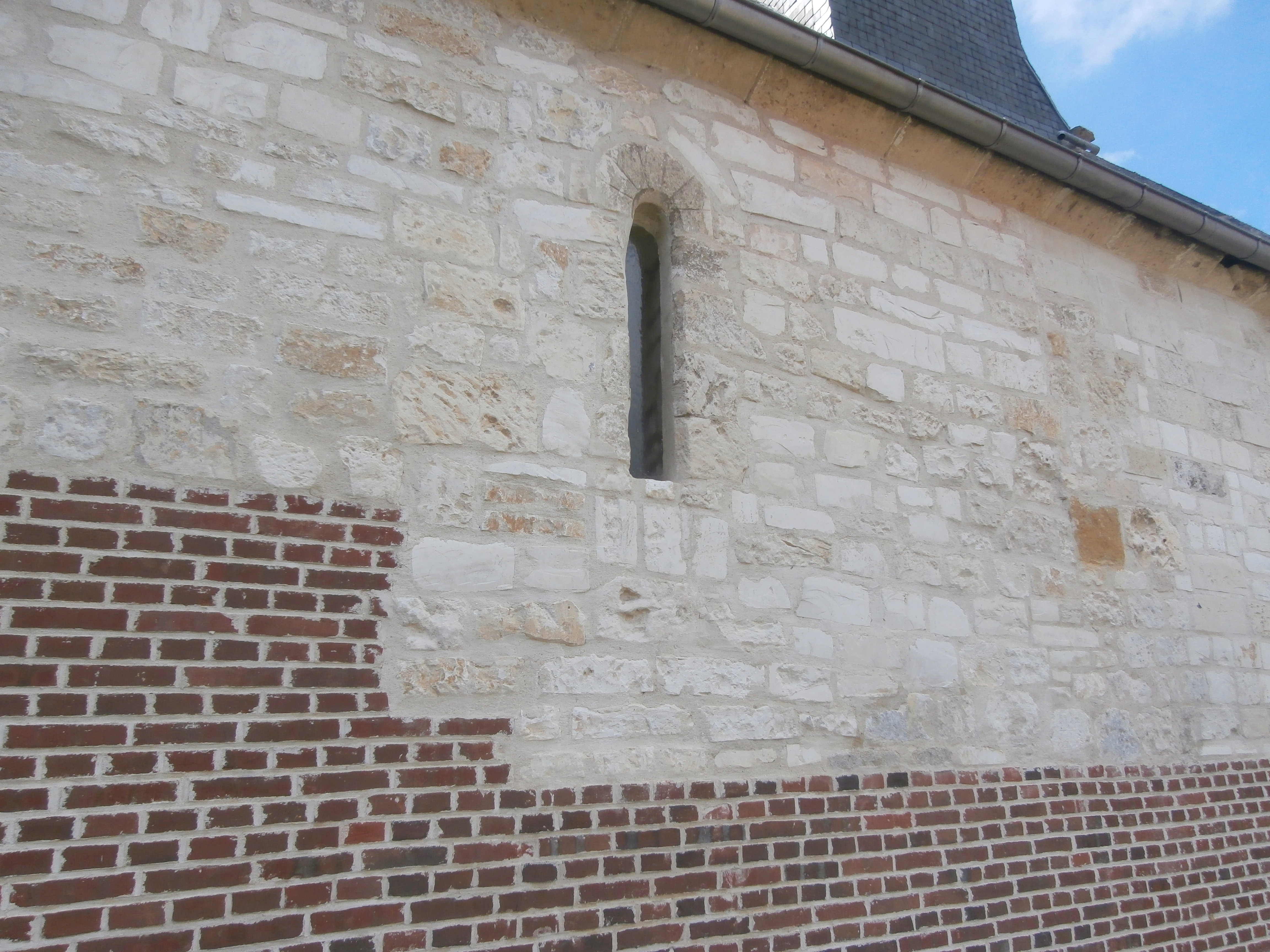
Fenêtre du XIIe siècle à arc dentelé, côté nord de l'église Saint-Aubin.

### Le Moyen Âge
La seigneurie de la paroisse appartenait aux Célestins de Saint-Croix-sous-Offémont, près Compiègne et était tenue de la seigneurie de Warty (Fitz-James). La cure était à la collation de l'évêque de Beauvais ; les dîmes étaient perçues par le prieuré de Saint-Leu-d'Esserent. Près de l'église Saint-Aubin se trouvait l'hôtel seigneurial des religieux de Sainte-Croix, qui renfermait, au XVIe siècle, une chapelle ; au siècle suivant, cet hôtel fut affermé par les moines avec toutes leurs terres de Saint-Aubin et Rémécourt. Ces constructions ont été démolies au commencement du XXe siècle ; il n'en reste plus qu'une cave et des murs d'une solidité peu commune. La ferme du Plessier, au nord-est et assez rapprochée du village était autrefois un manoir seigneurial, et, au XVIIIe siècle, les Doria, seigneurs de Cernoy, se qualifiaient encore seigneurs du Plessier-Saint-Aubin. En 1620, lors de la vente de la suzeraineté de la seigneurie du Plessier-sur-Saint-Aubin et d'une partie de son domaine utile, poursuivie par décret aux requêtes du Palais à Paris contre Henri de Postel, seigneur de Cernoy et du Plessier,Pierre Doria, capitaine de la galère de Marie de Médicis, s'en rendit adjudicataire. Une chapelle fut fondée en 1263 au Plessier et le chapelain fut laissé à la nomination de l'évêque,.

### Époque moderne

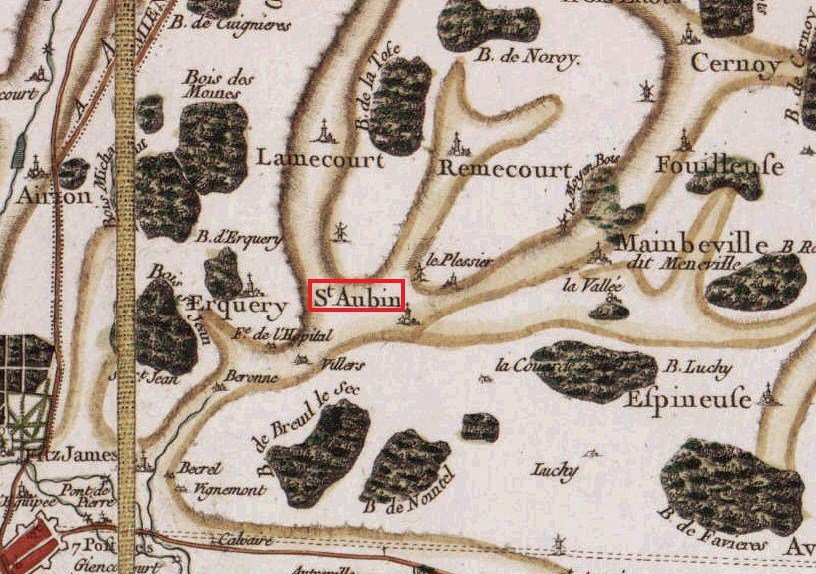
Saint-Aubin-sous-Erquery, carte de Cassini.

Dans leurs cahiers de doléances de 1789, les habitants représentent que leur territoire est « un des plus ingrats de la Picardie », et que leur village est exposé à des inondations, comme il est arrivé pendant deux jours de suite en 1781; malgré cela ils sont surchargés d'impôts ; ils réclament contre les corvées, les impôts du sel, du tabac, de la marque des cuirs et les aides; un fléau, plus terrible encore que les impôts, vient les accabler, c'est la conservation du gibier entreprise depuis un an par le duc de Bourbon, qui forcera les cultivateurs à abandonner leurs terres, si on ne réforme pas un tel abus. Les députés de la paroisse furent Thomas Prévost, syndicaliste, et François Lobgrois. La commune de Saint-Aubin, annexée à celle d'Erquery par ordonnance royale du 20 février 1828, en fut distraite par ordonnance du 15 septembre 1833. Le 25 novembre 1861, vers minuit, un incendie considérable éclata à Saint-Aubin, dans la rue qui conduit à Maimbeville : sept maisons, couvertes partie en tuile, partie en chaume, furent complètement détruites ; un seul des incendiés était assuré. En 1890, la population du chef-lieu était de 191 habitants et celle du hameau du Plessier d'une population de trois habitants, et exclusivement agricole.

## Politique et administration

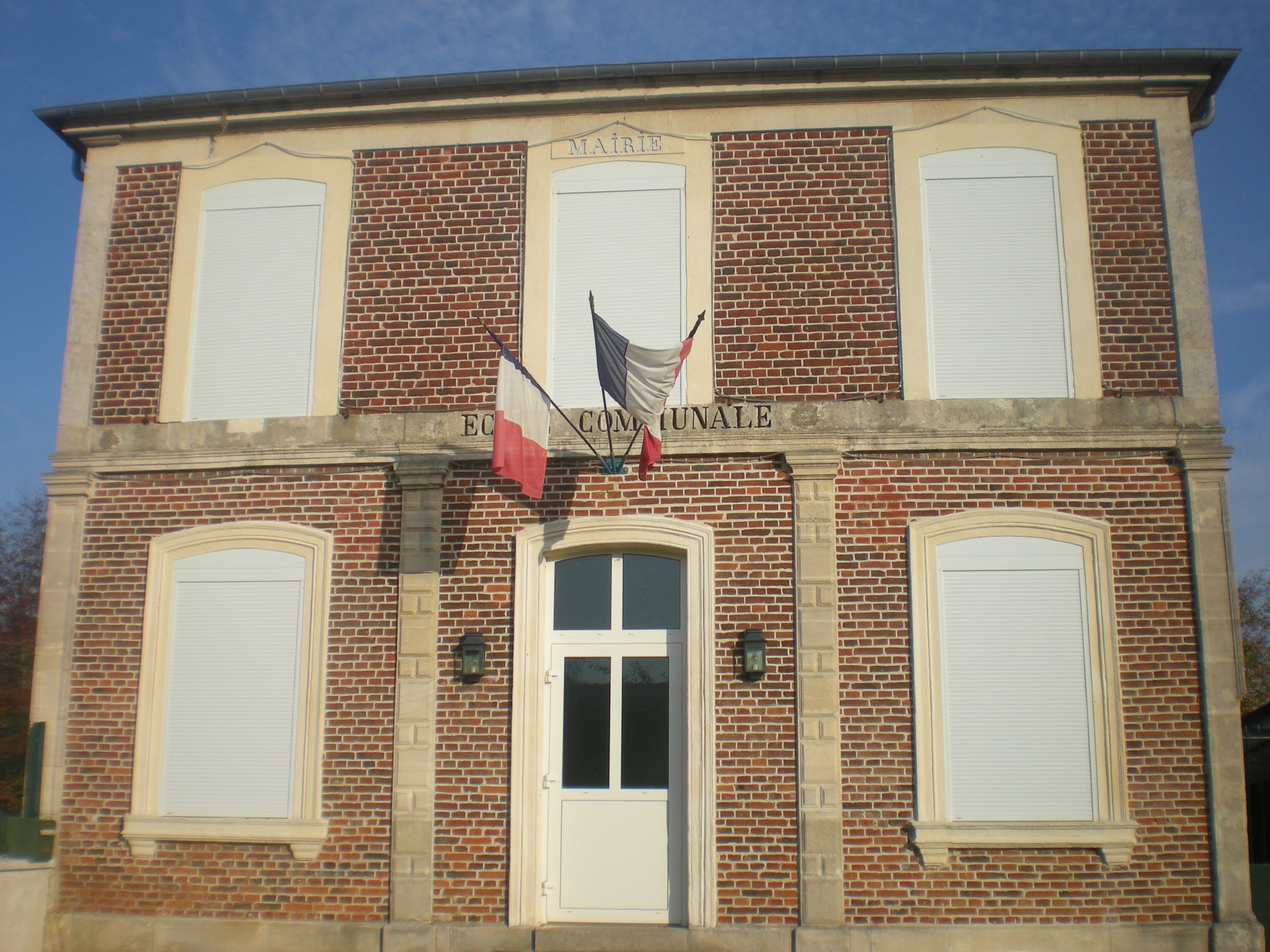
La mairie.

### Rattachements administratifs et électoraux
La commune se trouve depuis 1942 dans l'arrondissement de Clermont du département de l'Oise. Pour l'élection des députés, elle fait partie depuis 2012 de la sixième circonscription de l'Oise.
Elle faisait partie depuis 1803 du canton de Clermont. Dans le cadre du redécoupage cantonal de 2014 en France, ce canton, dont la commune est toujours membre, est modifié, passant de 24 à 20 communes.

### Intercommunalité
La commune est membre depuis au moins 2010 de la communauté de communes du Pays du Clermontois, un établissement public de coopération intercommunale (EPCI) à fiscalité propre créé en 2000.

### Municipalité
Compte tenu de la taille de la commune, le conseil municipal est constitué de 11 membres, dont le maire et les adjoints.

### Les maires
| Période | Période                      | Identité           | Étiquette | Qualité                                                                           |
| ------- | ---------------------------- | ------------------ | --------- | --------------------------------------------------------------------------------- |
| 1944    | 1948                         | Jules Germain      |           |                                                                                   |
| 1948    | 1954                         | Fernand Renard     |           |                                                                                   |
| 1954    | 1979                         | Joseph Graux       |           |                                                                                   |
| 1979    | 1995                         | Michel Beve        | DVD       |                                                                                   |
| 1995    | 2001                         | René Van Hoecke    |           |                                                                                   |
| 2001    | En cours (au 8 juillet 2020) | Brigitte Boulanger | DVD       | Vice-présidente de la CC du Clermontois (2020 → ) Réélue pour le mandat 2020-2026 |

## Population et société

### Démographie

#### Évolution démographique
L'évolution du nombre d'habitants est connue à travers les recensements de la population effectués dans la commune depuis 1793. Pour les communes de moins de 10 000 habitants, une enquête de recensement portant sur toute la population est réalisée tous les cinq ans, les populations de référence des années intermédiaires étant quant à elles estimées par interpolation ou extrapolation. Pour la commune, le premier recensement exhaustif entrant dans le cadre du nouveau dispositif a été réalisé en 2005.

En 2022, la commune comptait 348 habitants, en évolution de +4,19 % par rapport à 2016 (Oise : +0,87 %, France hors Mayotte : +2,11 %).
| 1793 | 1800 | 1806 | 1821 | 1836 | 1841 | 1846 | 1851 | 1856 |
| ---- | ---- | ---- | ---- | ---- | ---- | ---- | ---- | ---- |
| 320  | 264  | 230  | 228  | 235  | 228  | 232  | 239  | 240  |

| 1861 | 1866 | 1872 | 1876 | 1881 | 1886 | 1891 | 1896 | 1901 |
| ---- | ---- | ---- | ---- | ---- | ---- | ---- | ---- | ---- |
| 229  | 230  | 207  | 220  | 210  | 208  | 207  | 231  | 230  |

| 1906 | 1911 | 1921 | 1926 | 1931 | 1936 | 1946 | 1954 | 1962 |
| ---- | ---- | ---- | ---- | ---- | ---- | ---- | ---- | ---- |
| 205  | 207  | 164  | 176  | 179  | 183  | 206  | 216  | 202  |

| 1968 | 1975 | 1982 | 1990 | 1999 | 2005 | 2006 | 2010 | 2015 |
| ---- | ---- | ---- | ---- | ---- | ---- | ---- | ---- | ---- |
| 240  | 268  | 254  | 331  | 335  | 316  | 314  | 325  | 332  |

| 2020 | 2022 | - | - | - | - | - | - | - |
| ---- | ---- | - | - | - | - | - | - | - |
| 332  | 348  | - | - | - | - | - | - | - |

#### Pyramide des âges
La population de la commune est relativement jeune.
En 2018, le taux de personnes d'un âge inférieur à 30 ans s'élève à 33,5 %, soit en dessous de la moyenne départementale (37,3 %). À l'inverse, le taux de personnes d'âge supérieur à 60 ans est de 24,1 % la même année, alors qu'il est de 22,8 % au niveau départemental.
En 2018, la commune comptait 161 hommes pour 171 femmes, soit un taux de 51,51 % de femmes, légèrement supérieur au taux départemental (51,11 %).
Les pyramides des âges de la commune et du département s'établissent comme suit.
| Hommes | Classe d’âge | Femmes |
| ------ | ------------ | ------ |
| 1,2    | 90 ou +      | 1,8    |
| 8,7    | 75-89 ans    | 5,8    |
| 14,9   | 60-74 ans    | 15,8   |
| 21,1   | 45-59 ans    | 20,5   |
| 22,4   | 30-44 ans    | 21,1   |
| 13,7   | 15-29 ans    | 14,6   |
| 18,0   | 0-14 ans     | 20,5   |

| Hommes | Classe d’âge | Femmes |
| ------ | ------------ | ------ |
| 0,5    | 90 ou +      | 1,4    |
| 5,5    | 75-89 ans    | 7,6    |
| 15,6   | 60-74 ans    | 16,3   |
| 20,8   | 45-59 ans    | 20     |
| 19,4   | 30-44 ans    | 19,4   |
| 17,6   | 15-29 ans    | 16,2   |
| 20,6   | 0-14 ans     | 19,1   |

## Lieux et monuments
La commune ne possède aucun monument historique sur son territoire.

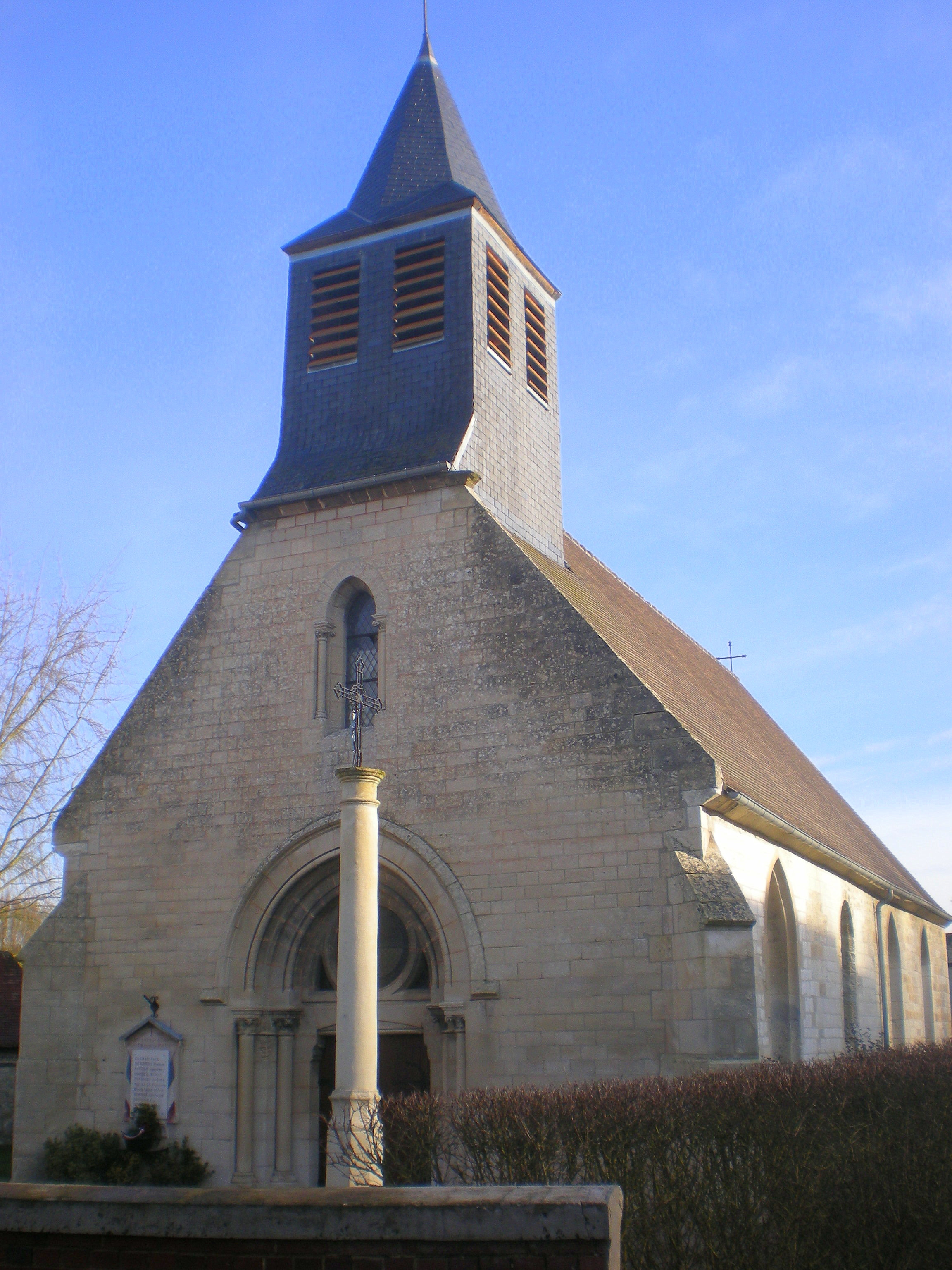
L'église Saint-Aubin, la plaque du monument aux morts (à gauche du portail), et une croix.
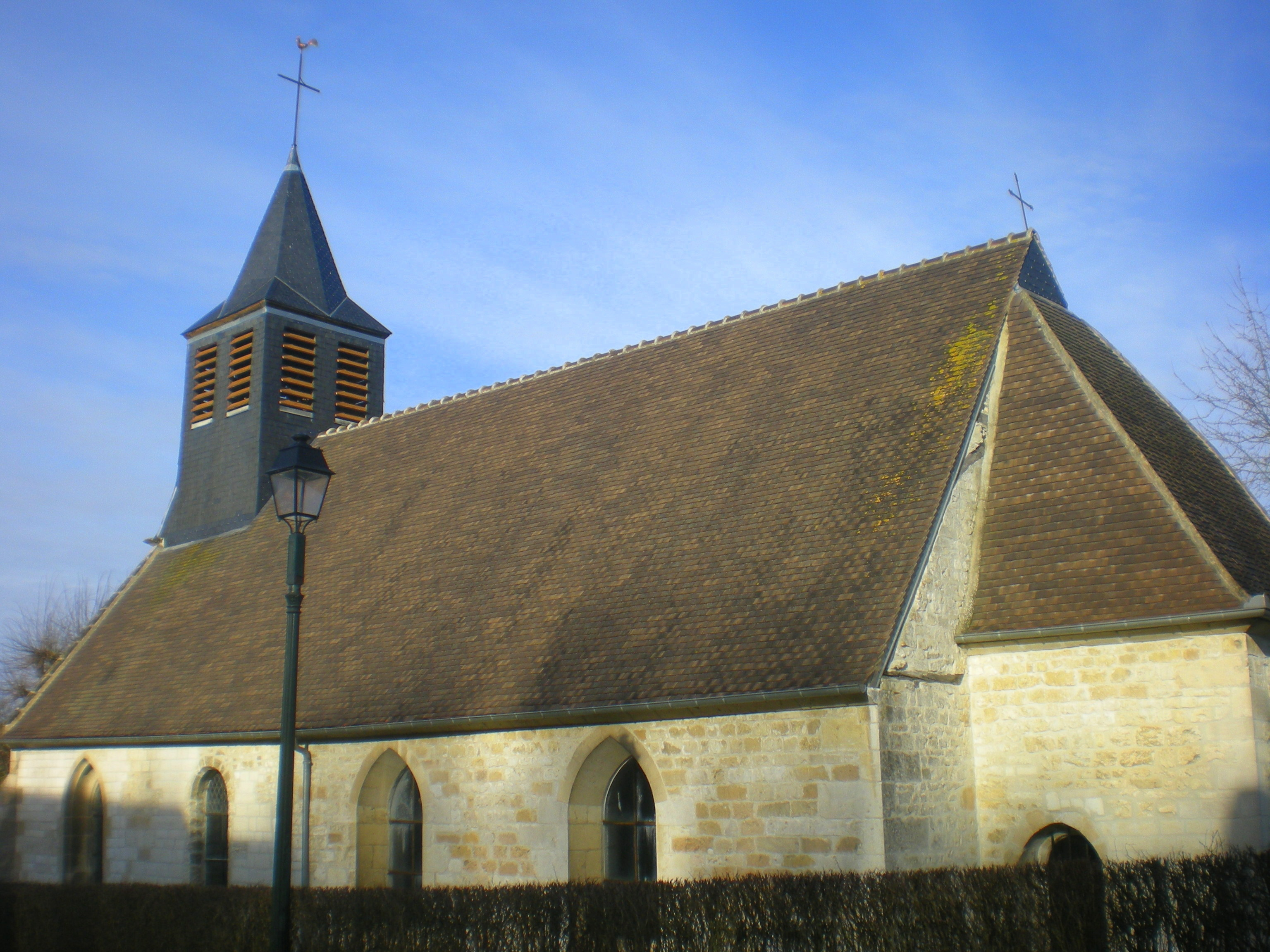
L'église Saint-Aubin depuis le sud-est.
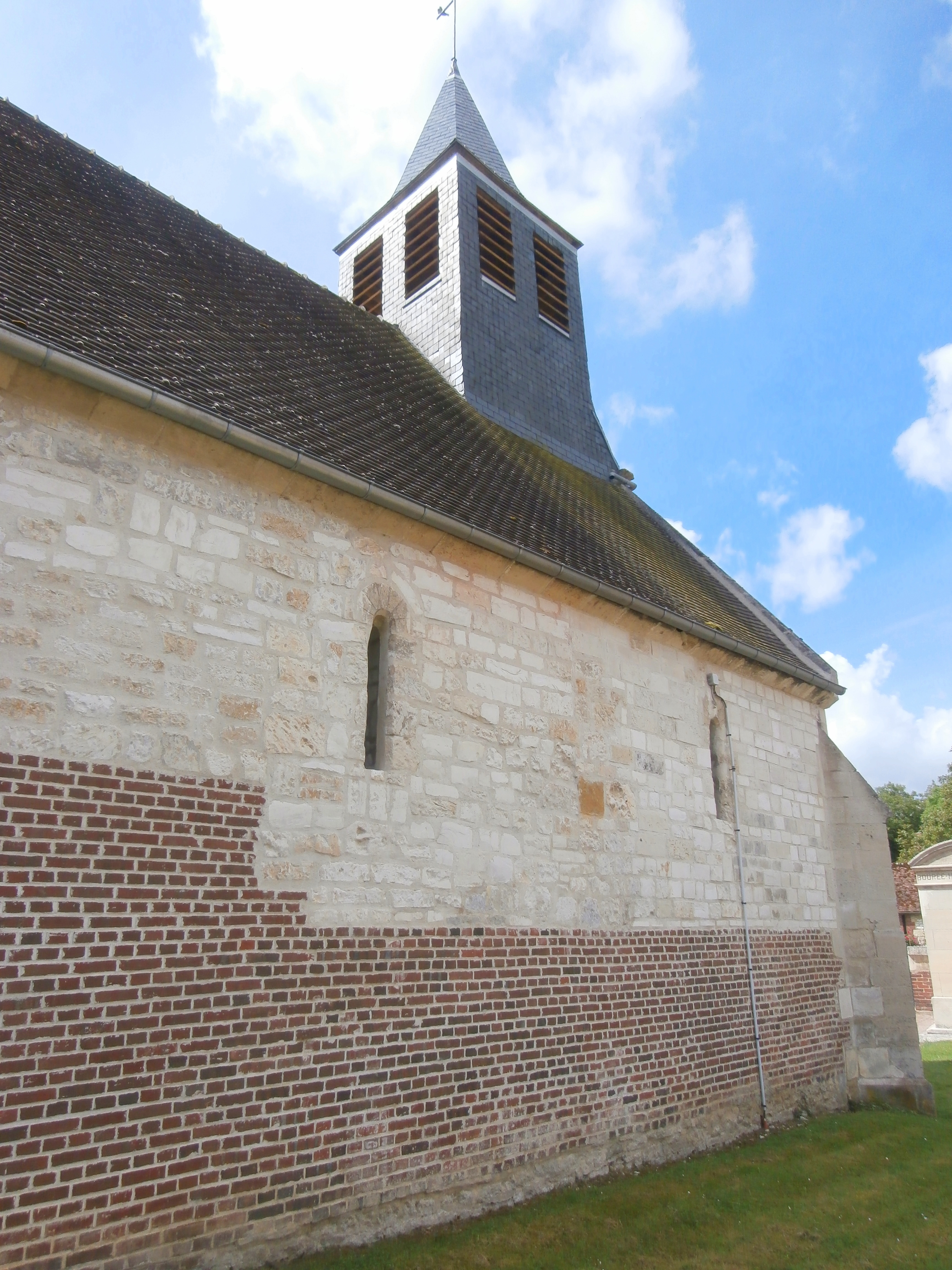
Côté nord de l'église Saint-Aubin, avec deux fenêtres à arc dentelé.
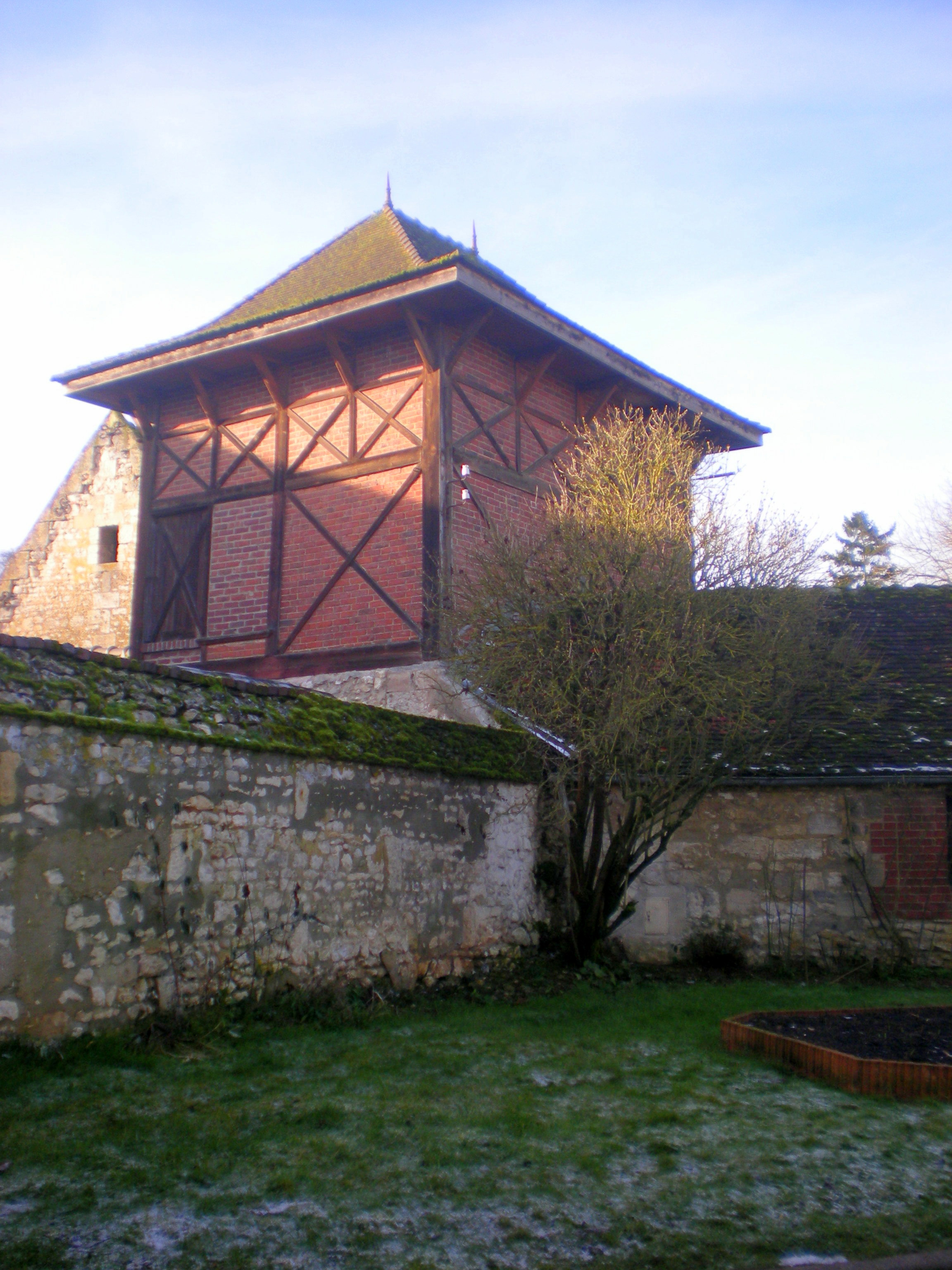
Pigeonnier, rue Plisson.
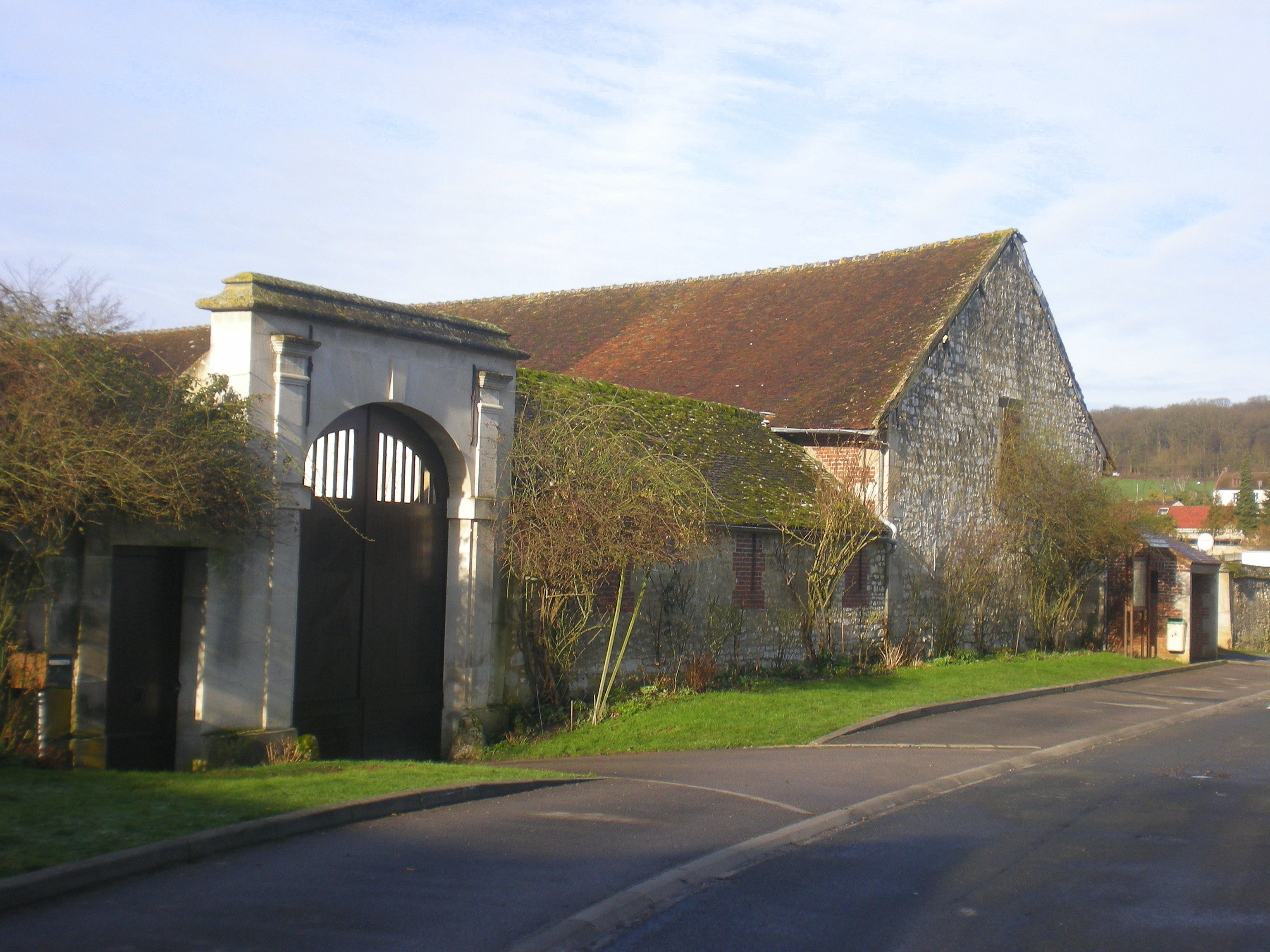
Ferme, rue Plisson.
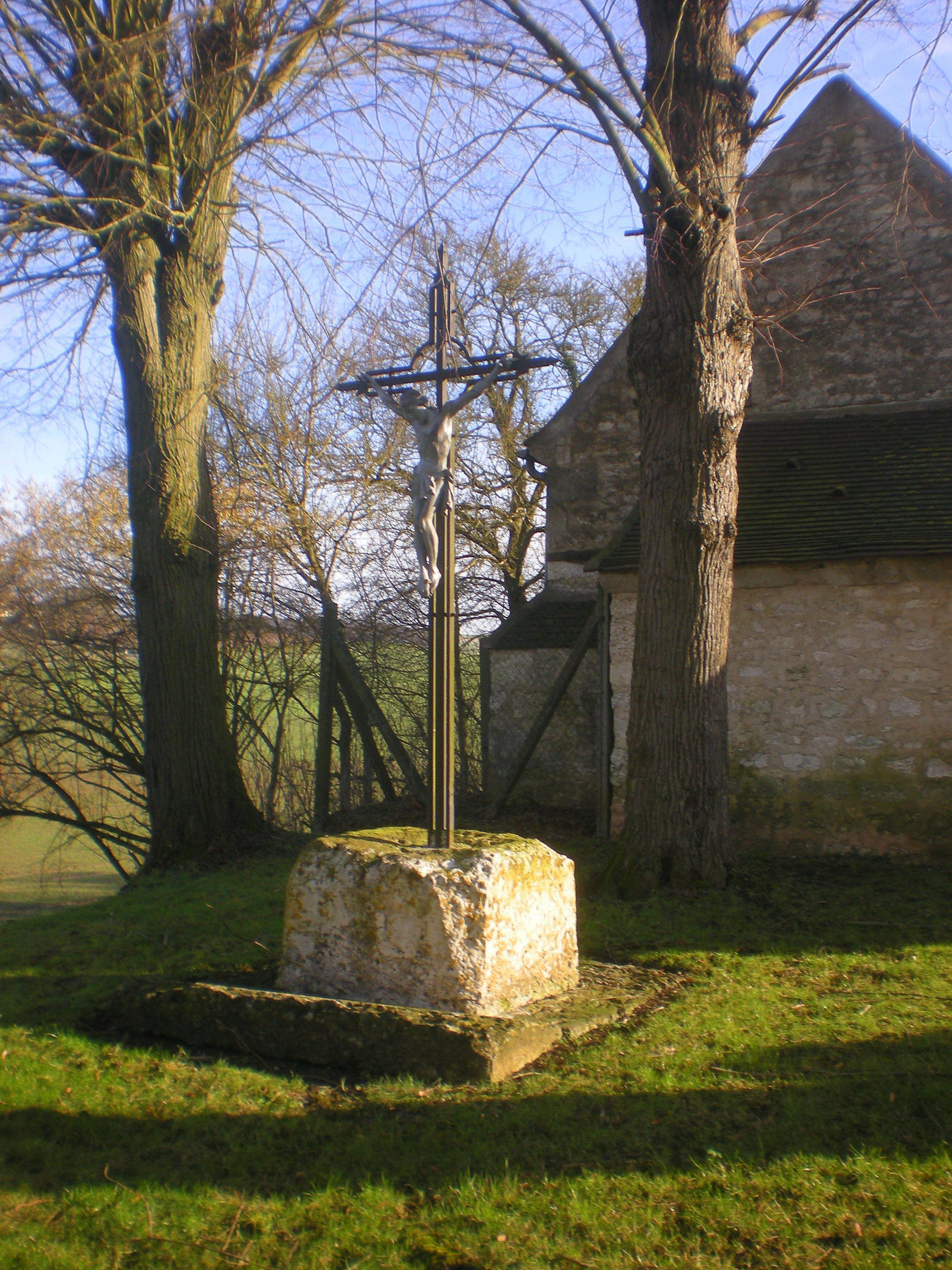
Calvaire, Grande Rue.
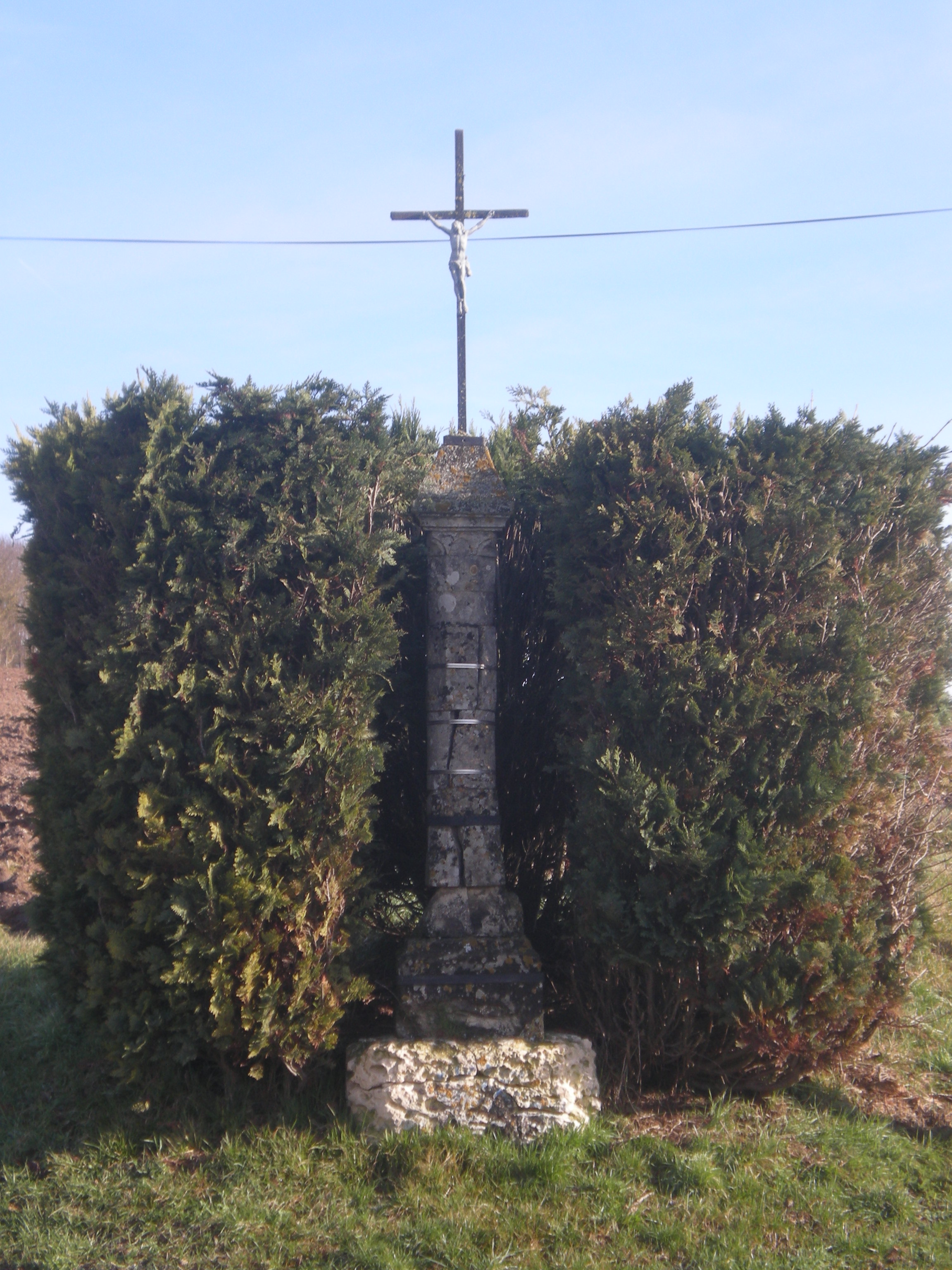
Croix, route de Maimbeville.

- Église Saint-Aubin (XIe, XIIe et XIXe siècles) : l'église, sous l'invocation de saint Aubin, est un petit édifice en partie roman et en partie moderne. Le portail et la nef sont probablement du XIe siècle. Le portail est orné de moulures creuses et d'une arcade de dents de scie ou pointes de diamant doubles. Au-dessus, on voit les restes d'une corniche à personnages. La nef présente aussi, au nord, deux fenêtres entourées d'un arc dentelé. Le 23 mai 1827, le clocher tomba et entraîna dans sa chute une grande partie du chœur. C'est ce qui explique pourquoi il y a un chœur et un clocher modernes : le chœur est voûté, la nef est lambrissée[a 2]. L'église possède des fonts baptismaux classés monument historique[31].
- Ferme et pigeonnier, rue Plisson.
- Calvaire, Grande Rue.
- Croix, dans l'enclos de l'église.
- Croix, route de Maimbeville.
- Monument aux morts, au pied, à gauche, du portail de l'église.

## Équipements et services

### Enseignement
Saint-Aubin-sous-Erquery possède une classe de CE1-CE2 faisant partie d'un regroupement entre plusieurs communes alentour (Erquery, Lamécourt, Rémécourt et Saint-Aubin-sous-Erquery) : Erquery possède les classes de maternelles au CP, et Lamécourt celles du CM1-CM2.

### Santé
Le village ne possède pas d'établissement sanitaire sur sa commune. L'hôpital le plus proche est situé à Clermont.

### Cultes
L'église Saint-Aubin est le seul lieu de culte de la commune. Il s'agit du culte catholique romain. Des messes y sont célébrées une fois par mois environ.

### Sports
- Un terrain de sport.

## Héraldique
| Blason de Saint-Aubin-sous-Erquery | Blason  | D'argent à la barre de sable.                    |
| Blason de Saint-Aubin-sous-Erquery | Détails | Le statut officiel du blason reste à déterminer. |